# Libelloides coccajus
Libelloides coccajus es una especie de insecto neuróptero endopterigoto (con metamorfosis completa) de la familia Ascalaphidae.

## Características
Neuróptero de 25 mm de longitud y 52 de envergadura alar, por su forma y conducta recuerda a una mariposa; sin embargo, sus alas, que no llevan escamas, son transparentes, amarillas en el primer tercio externo y pardooscuras en la cara interior. Tiene el cuerpo lleno de pelos negros.

## Distribución
Regular en el sur de Europa, al norte de los Alpes solo en lugares cálidos. Es una especie muy rara.